# Championnat d'Europe de football espoirs 1990
 (janvier 2019).
Navigation
Euro espoirs 1988 Euro espoirs 1992
Le Championnat d'Europe de football espoirs 1990 est la septième édition du championnat d'Europe des nations espoirs. La phase à élimination directe (des quarts de finale à la finale) se déroule entre le 14 mars et le 27 octobre 1990. 
C'est l'URSS qui remporte la coupe pour la seconde fois en battant la Yougoslavie.

## Tableau final
|  | Quarts de finale                               | Quarts de finale                         | Quarts de finale                          | Quarts de finale                         |                  |                  | Demi-finales                           | Demi-finales                           | Demi-finales                           | Demi-finales                           |  |  | Finale                                               | Finale                                               | Finale                                               | Finale                                               |
|  |                                                |                                          |                                           |                                          |                  |                  |                                        |                                        |                                        |                                        |  |  |                                                      |                                                      |                                                      |                                                      |
|  | 14 mars 1990 à Ancône, 28 mars à Logroño       | 14 mars 1990 à Ancône, 28 mars à Logroño | 14 mars 1990 à Ancône, 28 mars à Logroño  | 14 mars 1990 à Ancône, 28 mars à Logroño |                  |                  | 25 avril 1990 au Zagreb, 9 mai à Parme | 25 avril 1990 au Zagreb, 9 mai à Parme | 25 avril 1990 au Zagreb, 9 mai à Parme | 25 avril 1990 au Zagreb, 9 mai à Parme |  |  | 5 septembre 1990 à Sarajevo, 17 octobre à Simferopol | 5 septembre 1990 à Sarajevo, 17 octobre à Simferopol | 5 septembre 1990 à Sarajevo, 17 octobre à Simferopol | 5 septembre 1990 à Sarajevo, 17 octobre à Simferopol |
|  | 14 mars 1990 à Ancône, 28 mars à Logroño       | 14 mars 1990 à Ancône, 28 mars à Logroño | 14 mars 1990 à Ancône, 28 mars à Logroño  | 14 mars 1990 à Ancône, 28 mars à Logroño |                  |                  | 25 avril 1990 au Zagreb, 9 mai à Parme | 25 avril 1990 au Zagreb, 9 mai à Parme | 25 avril 1990 au Zagreb, 9 mai à Parme | 25 avril 1990 au Zagreb, 9 mai à Parme |  |  | 5 septembre 1990 à Sarajevo, 17 octobre à Simferopol | 5 septembre 1990 à Sarajevo, 17 octobre à Simferopol | 5 septembre 1990 à Sarajevo, 17 octobre à Simferopol | 5 septembre 1990 à Sarajevo, 17 octobre à Simferopol |
|  | Italie                                         | Italie                                   | 3                                         | 0                                        |                  |                  | 25 avril 1990 au Zagreb, 9 mai à Parme | 25 avril 1990 au Zagreb, 9 mai à Parme | 25 avril 1990 au Zagreb, 9 mai à Parme | 25 avril 1990 au Zagreb, 9 mai à Parme |  |  | 5 septembre 1990 à Sarajevo, 17 octobre à Simferopol | 5 septembre 1990 à Sarajevo, 17 octobre à Simferopol | 5 septembre 1990 à Sarajevo, 17 octobre à Simferopol | 5 septembre 1990 à Sarajevo, 17 octobre à Simferopol |
|  | Italie                                         | Italie                                   | 3                                         | 0                                        |                  |                  | 25 avril 1990 au Zagreb, 9 mai à Parme | 25 avril 1990 au Zagreb, 9 mai à Parme | 25 avril 1990 au Zagreb, 9 mai à Parme | 25 avril 1990 au Zagreb, 9 mai à Parme |  |  | 5 septembre 1990 à Sarajevo, 17 octobre à Simferopol | 5 septembre 1990 à Sarajevo, 17 octobre à Simferopol | 5 septembre 1990 à Sarajevo, 17 octobre à Simferopol | 5 septembre 1990 à Sarajevo, 17 octobre à Simferopol |
|  | Espagne                                        | Espagne                                  | 1                                         | 1                                        |                  |                  | 25 avril 1990 au Zagreb, 9 mai à Parme | 25 avril 1990 au Zagreb, 9 mai à Parme | 25 avril 1990 au Zagreb, 9 mai à Parme | 25 avril 1990 au Zagreb, 9 mai à Parme |  |  | 5 septembre 1990 à Sarajevo, 17 octobre à Simferopol | 5 septembre 1990 à Sarajevo, 17 octobre à Simferopol | 5 septembre 1990 à Sarajevo, 17 octobre à Simferopol | 5 septembre 1990 à Sarajevo, 17 octobre à Simferopol |
|  | Espagne                                        | Espagne                                  | 1                                         | 1                                        | Italie           | Italie           | 0                                      | 2                                      |                                        |                                        |  |  | 5 septembre 1990 à Sarajevo, 17 octobre à Simferopol | 5 septembre 1990 à Sarajevo, 17 octobre à Simferopol | 5 septembre 1990 à Sarajevo, 17 octobre à Simferopol | 5 septembre 1990 à Sarajevo, 17 octobre à Simferopol |
|  | 14 mars 1990 à Zagreb, 28 mars à Sofia         |                                          |                                           |                                          | Italie           | Italie           | 0                                      | 2                                      |                                        |                                        |  |  | 5 septembre 1990 à Sarajevo, 17 octobre à Simferopol | 5 septembre 1990 à Sarajevo, 17 octobre à Simferopol | 5 septembre 1990 à Sarajevo, 17 octobre à Simferopol | 5 septembre 1990 à Sarajevo, 17 octobre à Simferopol |
|  |                                                |                                          | Yougoslavie                               | Yougoslavie                              | 0                | 2e               |                                        |                                        |                                        |                                        |  |  | 5 septembre 1990 à Sarajevo, 17 octobre à Simferopol | 5 septembre 1990 à Sarajevo, 17 octobre à Simferopol | 5 septembre 1990 à Sarajevo, 17 octobre à Simferopol | 5 septembre 1990 à Sarajevo, 17 octobre à Simferopol |
|  | Yougoslavie                                    | Yougoslavie                              | Yougoslavie                               | Yougoslavie                              | 0                | 2e               | 2                                      | 1                                      |                                        |                                        |  |  | 5 septembre 1990 à Sarajevo, 17 octobre à Simferopol | 5 septembre 1990 à Sarajevo, 17 octobre à Simferopol | 5 septembre 1990 à Sarajevo, 17 octobre à Simferopol | 5 septembre 1990 à Sarajevo, 17 octobre à Simferopol |
|  | Yougoslavie                                    | Yougoslavie                              | 25 avril 1990 à Växjö, 9 mai à Simferopol |                                          |                  |                  | 2                                      | 1                                      |                                        |                                        |  |  | 5 septembre 1990 à Sarajevo, 17 octobre à Simferopol | 5 septembre 1990 à Sarajevo, 17 octobre à Simferopol | 5 septembre 1990 à Sarajevo, 17 octobre à Simferopol | 5 septembre 1990 à Sarajevo, 17 octobre à Simferopol |
|  | Bulgarie                                       | Bulgarie                                 | 0                                         | 0                                        |                  |                  |                                        |                                        |                                        |                                        |  |  | 5 septembre 1990 à Sarajevo, 17 octobre à Simferopol | 5 septembre 1990 à Sarajevo, 17 octobre à Simferopol | 5 septembre 1990 à Sarajevo, 17 octobre à Simferopol | 5 septembre 1990 à Sarajevo, 17 octobre à Simferopol |
|  | Bulgarie                                       | Bulgarie                                 | 0                                         | 0                                        | Yougoslavie      | Yougoslavie      | 2                                      | 1                                      |                                        |                                        |  |  |                                                      |                                                      |                                                      |                                                      |
|  | 14 mars 1990 à Simferopol, 28 mars à Augsbourg |                                          |                                           |                                          | Yougoslavie      | Yougoslavie      | 2                                      | 1                                      |                                        |                                        |  |  |                                                      |                                                      |                                                      |                                                      |
|  |                                                |                                          | Union soviétique                          | Union soviétique                         | 4                | 3                |                                        |                                        |                                        |                                        |  |  |                                                      |                                                      |                                                      |                                                      |
|  | Union soviétique                               | Union soviétique                         | Union soviétique                          | Union soviétique                         | 4                | 3                | 1                                      | 2                                      |                                        |                                        |  |  |                                                      |                                                      |                                                      |                                                      |
|  | Union soviétique                               | Union soviétique                         |                                           |                                          |                  |                  |                                        |                                        |                                        |                                        |  |  |                                                      |                                                      |                                                      |                                                      |
|  | Allemagne de l'Est                             | Allemagne de l'Est                       | 1                                         | 1                                        |                  |                  |                                        |                                        |                                        |                                        |  |  |                                                      |                                                      |                                                      |                                                      |
|  | Allemagne de l'Est                             | Allemagne de l'Est                       | 1                                         | 1                                        | Union soviétique | Union soviétique | 1                                      | 2                                      |                                        |                                        |  |  |                                                      |                                                      |                                                      |                                                      |
|  | 14 mars 1990 à Prague, 28 mars à Växjö         |                                          |                                           |                                          | Union soviétique | Union soviétique | 1                                      | 2                                      |                                        |                                        |  |  |                                                      |                                                      |                                                      |                                                      |
|  |                                                |                                          | Suède                                     | Suède                                    | 1                | 0                |                                        |                                        |                                        |                                        |  |  |                                                      |                                                      |                                                      |                                                      |
|  | Tchécoslovaquie                                | Tchécoslovaquie                          | Suède                                     | Suède                                    | 1                | 0                | 1                                      | 0                                      |                                        |                                        |  |  |                                                      |                                                      |                                                      |                                                      |
|  | Tchécoslovaquie                                | Tchécoslovaquie                          |                                           |                                          |                  |                  |                                        | 0                                      |                                        |                                        |  |  |                                                      |                                                      |                                                      |                                                      |
|  | Suède                                          | Suède                                    | 2                                         | 4                                        |                  |                  |                                        |                                        |                                        |                                        |  |  |                                                      |                                                      |                                                      |                                                      |
|  | Suède                                          | Suède                                    | 2                                         | 4                                        |                  |                  |                                        |                                        |                                        |                                        |  |  |                                                      |                                                      |                                                      |                                                      |
|  |                                                |                                          |                                           |                                          |                  |                  |                                        |                                        |                                        |                                        |  |  |                                                      |                                                      |                                                      |                                                      |

e = Qualification selon la règle des buts marqués à l'extérieur